# ارنست یاندل
ارنست یاندل (آلمانی: Ernst Jandel؛ ۱ اوت ۱۹۲۵ – ۹ ژوئن ۲۰۰۰) یک شاعر، و نویسنده اهل اتریش بود.
وی همچنین برنده جوایزی همچون جایزه گئورگ بوشنر شده است.